# Bathythrix cilifacialis
Bathythrix cilifacialis là một loài tò vò trong họ Ichneumonidae.